# Jesper Adefelt
Jesper Jan Roland Adefelt, född 10 juli 1989 i Farsta församling i Stockholm, är en svensk barnskådespelare, dubbare och sångare. Han är mest känd för att ha gett den svenska rösten till Ron Weasley i filmerna om Harry Potter och Hicke i filmtrilogin Draktränaren.

## Filmografi (i urval)
- 1999 - c/o Segemyhr (ett avsnitt)
- 2001 - Harry Potter och de vises sten (röst till Ron Weasley)
- 2004 - Winx Club (röst till Riven och Helia)
- 2004-2007 - Kim Possible (röst till Wade Load)
- 2005 - Wallander – Mörkret (retsam pojke i skolan)
- 2005 - Kim Novak badade aldrig i Genesarets sjö (Edmund Wester)
- 2006 - High School Musical (röst till Chad Danforth)
- 2007 - Shrek den tredje (röst till Arthur "Artie" Pendragon)
- 2007 - Winx Club: The Secret of the Lost Kingdom (röst till Riven och Helia)
- 2009 - Natt på museet 2 (röst till vakten Brundon)
- 2009 - Alvin och gänget 2 (röst till Xander)
- 2010 - Draktränaren (röst till Hicke Hiskelig Halvulk III)
- 2010-2011 - Scooby Doo! Mysteriegänget (röst till Norville "Shaggy" Rogers)
- 2011 - Smurfarna (röst till Klumpsmurfen)
- 2011 - Tintins äventyr: Enhörningens hemlighet (röst till Tintin)[3]
- 2012-2017 - Teenage Mutant Ninja Turtles (röst till Donatello)
- 2012-2018 - Drakryttarna (röst till Hicke Hiskelig Halvulk III)
- 2012 - ParaNorman (röst till Alvin)
- 2012 - Hotell Transylvanien (röst till Jonathan "Johnny" Loughran)
- 2015 - Home (röst till Kyle)
- 2015 - Blaze och monstermaskinerna (röst till Stripes)
- 2015 - Va' Cool, Scooby Doo! (röst till Shaggy Rogers)
- 2016 - Sing (röst till Eddie Nudelman)
- 2016-2018 - Voltron – Den legendariska beskyddaren (röst till Takashi "Shiro" Shirogane och druid)
- 2016-2019 - Star vs Mörkrets Makter (röst till Marco Diaz)
- 2017 - Robyn och rymdpatrullen (röst till Databot)